# Euphorbia ingens
Euphorbia ingens är en törelväxtart som beskrevs av Ernst Meyer och Pierre Edmond Boissier. Euphorbia ingens ingår i släktet törlar, och familjen törelväxter. Inga underarter finns listade i Catalogue of Life.

## Bildgalleri

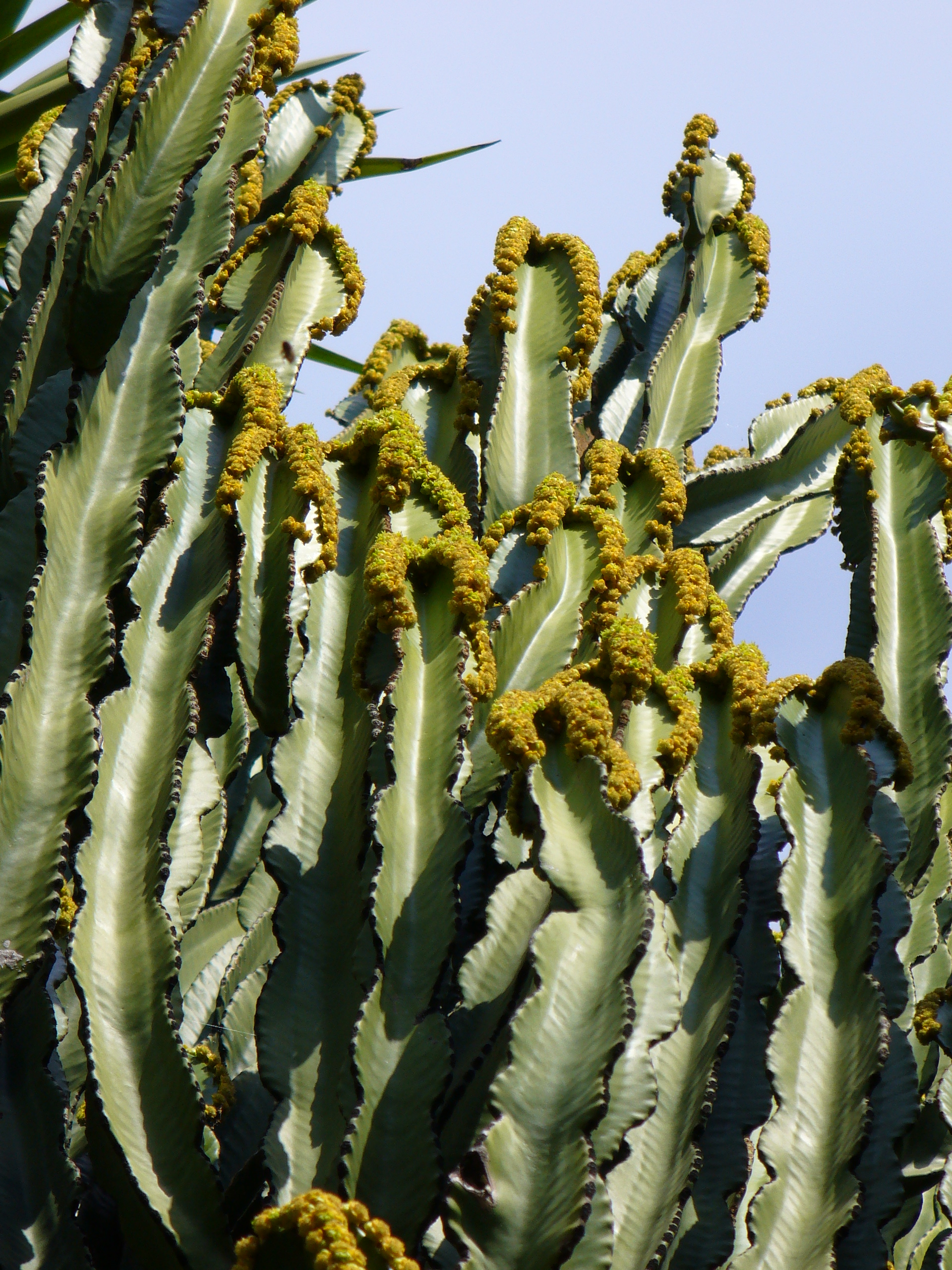
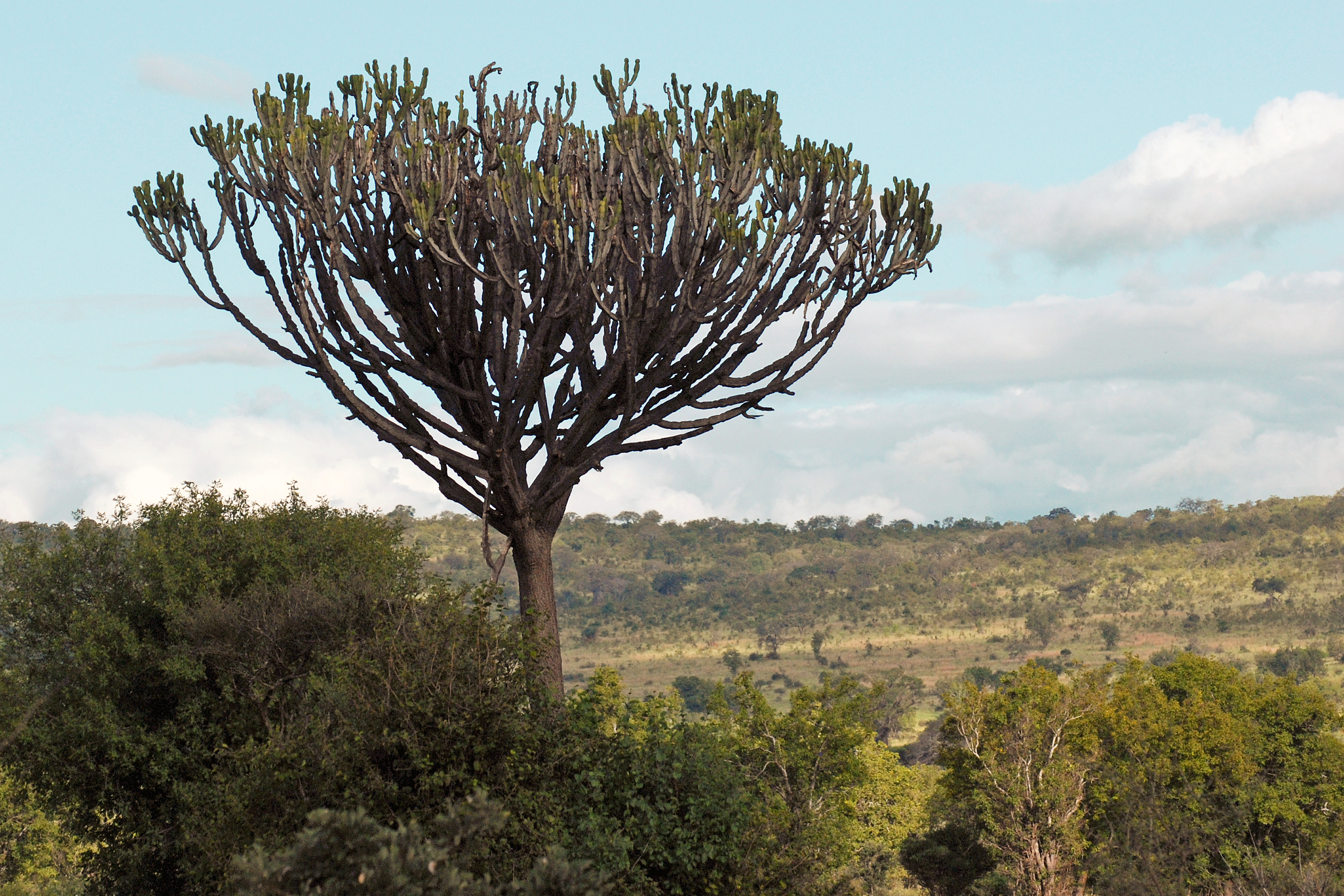
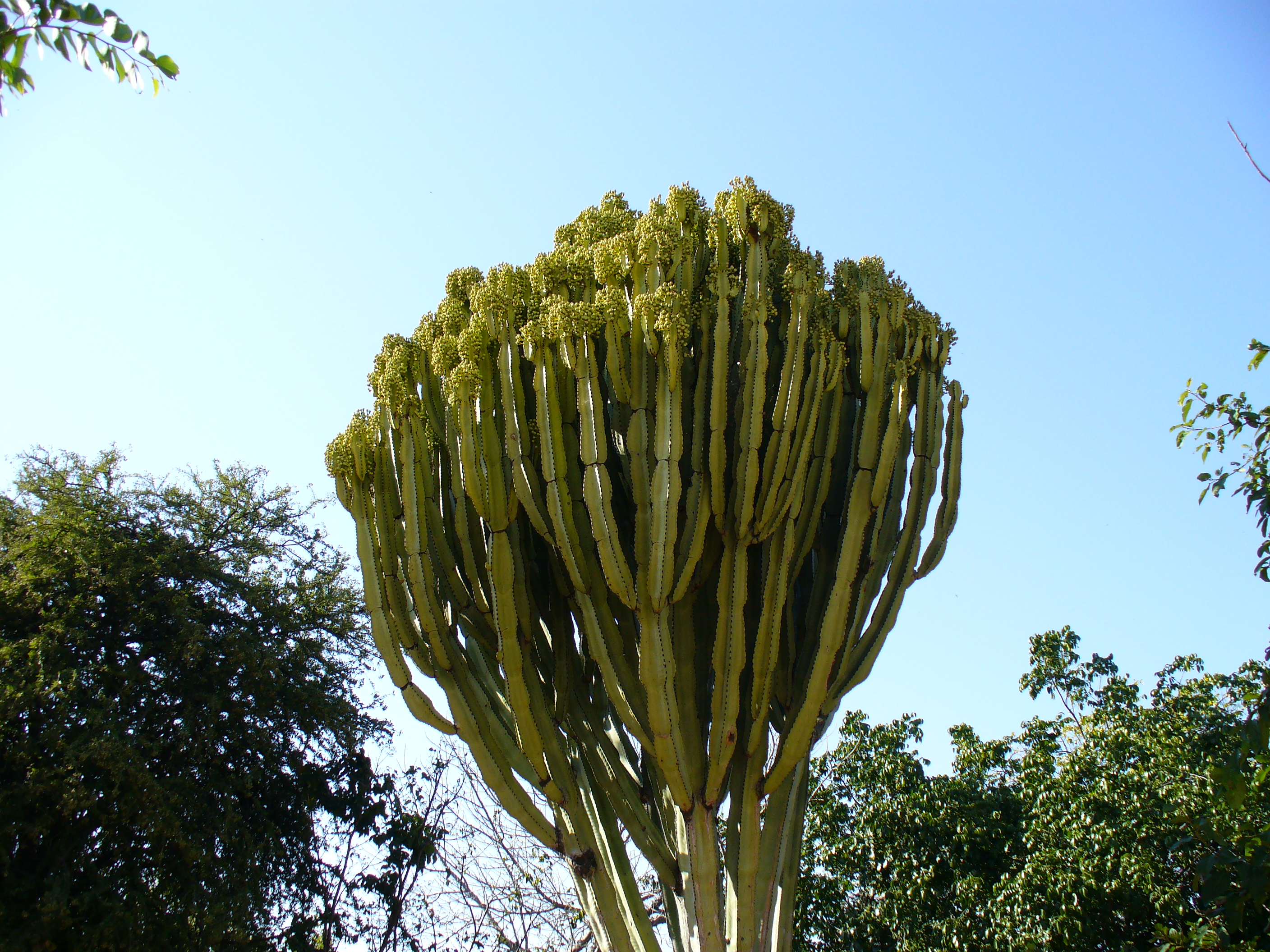
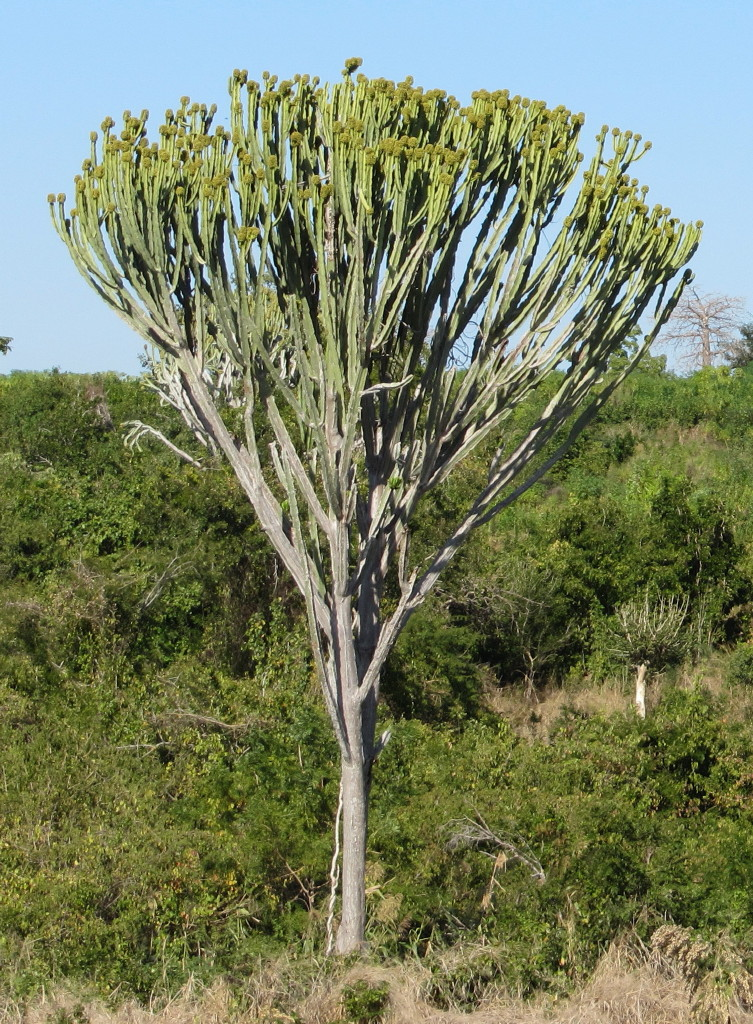
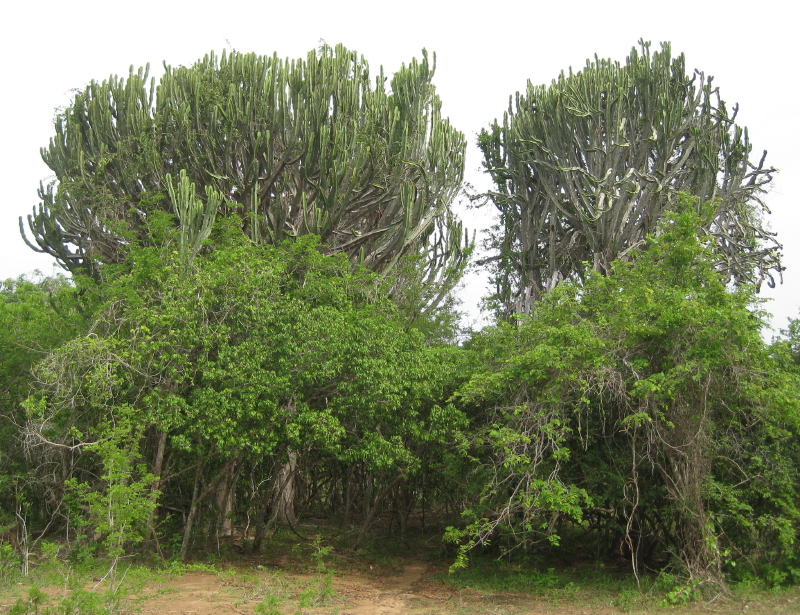
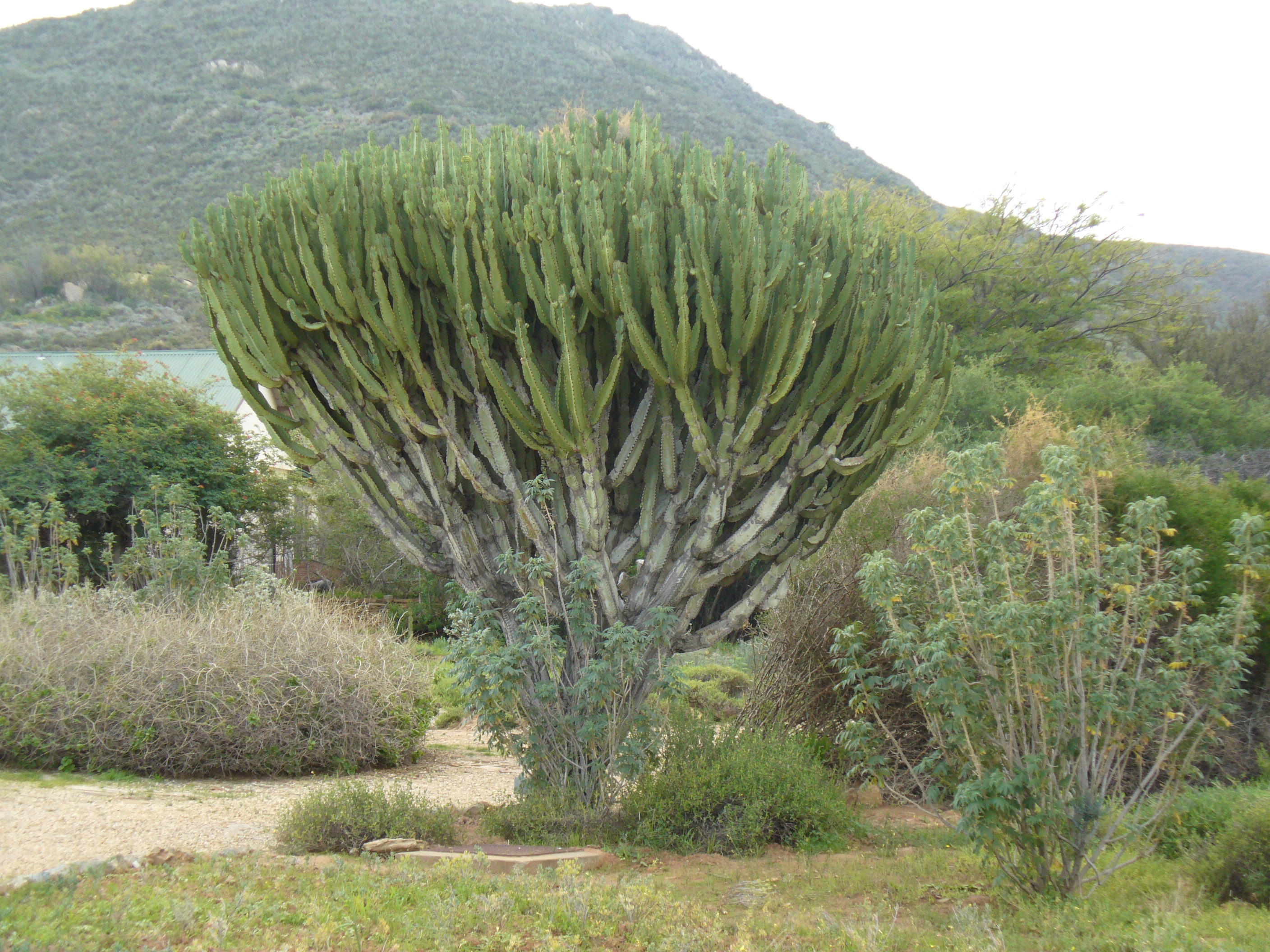